# Punta de Vacas

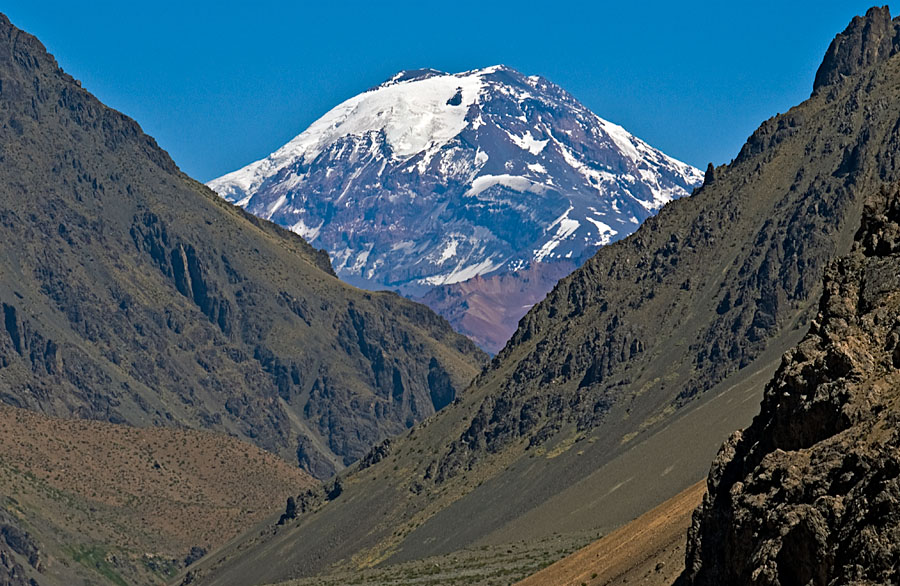
Vulkan Tupungatu von Punta de Vacas aus gesehen

Punta de Vacas ist ein kleiner Ort auf 2350 Metern Höhe im Departamento Las Heras, in der Provinz Mendoza, Argentinien, an der Ruta Nacional 7. Es liegt in der Nähe des Zusammenflusses des Rio de las Cuevas mit dem Rio Tupungatu und dem Rio de las Vacas zum Rio Mendoza, 50 km westlich von Uspallata und 9 km östlich des Skiortes Los Penitentes, 17 km östlich von Puente del Inca im Parque Provincial Aconcagua sowie 30 km östlich der Grenze zu Chile.

## Bevölkerung
Punta de Vacas hatte 2001 gemäß dem INDEC 47 Einwohner, was einem Rückgang von 65 % gegenüber der vorhergehenden Zählung 1991 entspricht. Zu Zeiten der Transandenbahn hatte der Ort noch einen Arzt, eine Krankenschwester sowie ein aktiveres soziokulturelles Leben als heute.

## Klima
Vorherrschend ist ein trockenes Gebirgsklima, das aufgrund verschiedener Faktoren, darunter der Höhe, sehr wechselhaft ist.  Die mittlere Jahrestemperatur beträgt  7,6 °C, mit großen Schwankungen zwischen den Jahreszeiten und zwischen Tag und Nacht, und es treten auch plötzliche starke Temperaturwechsel auf. Niederschläge sind selten und unregelmäßig, die jährliche Niederschlagsmenge liegt zwischen 200 und 300 mm, was dem vorherrschenden Klima in der Andenregion entspricht.

## Spiritueller Tourismus
Trotz seiner geringen Größe und Bedeutung ist Punta de Vacas auf der ganzen Welt unter den Anhängern Silos  bekannt, der an diesem Ort 1969 die erste öffentliche Ansprache hielt.  Zum 30-jährigen Jubiläum wurde 1999 an dieser Stelle ein Monolith aus Stahl errichtet. 2007 wurde an derselben Stelle und in Anwesenheit von rund 10.000 Anhängern Silos der Studien- und Reflexionspark Punta de Vacas eingeweiht.  Einige seiner Anhänger verehren den Ort als heilige Stätte, andere als Ort der Inspiration, einerseits weil dort die Humanistische Bewegung und  Silos Botschaft ihren Anfang nahmen, aber auch aufgrund der geographischen Lage in der Nähe des Aconcaguas.  Im Januar 2010 endete dort der Weltmarsch für Frieden und Gewaltfreiheit.  